# Эффект Садовского

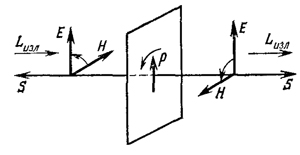
Две волны, создаваемые при колебании бесконечной плоскости диполей. Вектор L_{изл} указывает направление вектора количества движения

Эффект Садовского — появление механического вращающего момента, который действует на тело, облучаемое поляризованным эллиптически или по кругу светом.
А. И. Садовский в теории предсказал эффект еще в 1898 году, хотя и упоминал также более ранние эмпирические попытки измерения эффекта. 
Эффект обусловлен наличием у эллиптически поляризованной электромагнитной волны отличного от нуля момента импульса (или момента количества движения), который волной передаётся телу, поглощающему её или изменяющему состояние её поляризации. Эффект Садовского достаточно мал, но несмотря на это, он наблюдался на опыте как для видимого света, так и в диапазоне сантиметровых волн. Впервые эффект Садовского наблюдал американский учёный Ричард Бет (Richard Beth) в 1935 году.
Теоретическое доказательство существования указало на то, что к явлениям взаимодействия электромагнитных волн с веществом применим закон сохранения момента количества движения. В дальнейшем это положение в физике стало неотъемлемой частью квантовой теории таких взаимодействий. Это позволило описать многие особенности процессов излучения и поглощения света атомами и молекулами, а также предсказать и открыть другие эффекты, к примеру оптическое ориентации.
С квантовой точки зрения наличие у потока фотонов момента импульса связано с тем, что при эллиптической поляризации света вероятности ориентации спина фотона и момента импульса фотона в направлении его движения и в противоположном направлении различны. Таким образом, существование эффекта Садовского в значительной степени определяет правила квантования (например, Правила Бора в атомной физике).